# Лефтер Мечев
Лефтер Русинов Мечев е български революционер, деец на Вътрешната македоно-одринска революционна организация.

## Биография
Мечев е роден в 1875 година в град Малко Търново, който тогава е в Османската империя. Завършва ІІІ клас в родния си град. В 1896 година влиза във ВМОРО. В 1901 година става учител в село Камилите и става ръководител на Камилския революционен участък на ВМОРО. От април 1903 година е четник на Кръстьо Българията. Делегат е на конгреса на Петрова нива и четник в четата на Стоян Камилски. Преди Илинденско-Преображенското въстание е прехвърлен в четата на Пеню Шиваров, с която взима участие във въстанието и превземането на казармата в Граматиково и в четата на Димитър Халачев.
През 1905 година вследствие на предателство е арестуван от властите и подложен на мъчения. Не издава нищо и е осъден на пет години затвор в Одрин. Освободен е през 1908 г. след Младотурската революция.
През пролетта на 1910 година Мечев създава клуб на Народната федеративна партия (българска секция) в Малко Търново. На учредителното събрание на 8 юни 1910 година той е избран за председател на временното околийско бюро, Иван Златаров е подпредседател, Георги Маслинков – секретар, а Васил Казаков – касиер.
В 1914 година става член на БРСДП (тесни социалисти). Умира на 8 август 1959 в Бургас. Дъщеря му Мара е преподавател по политикономия, а сина му Руси е търговски представител на България в Атина от 1956 до 1961 г. Внукът му Тодор Бояджиев е генерал-майор от Държавна сигурност.